# 志村正順
志村 正順（しむら せいじゅん 本名：表記同じく「しむら まさより」、1913年10月2日 - 2007年12月1日）は、日本の昭和時代に活動したアナウンサー。NHKで主に大相撲、プロ野球等のスポーツ実況中継を担当した。

## 略歴
東京府北豊島郡南千住町（現・東京都荒川区南千住）の乾物・雑穀商「川萬商店」に生まれる。出生時の名は「正二」。日大付属中卒業後の1931年、一時僧侶を志し、大正大学予科に通うかたわら、滋賀県甲賀郡大原村（現・甲賀市）の親類の寺院で得度し、「正順」と改名するが、明治大学政治経済学部進学のため還俗している（のちも名を正二に戻さず、「まさより」ないし「せいじゅん」で通した）。
明大卒業後の1936年、ミシンの外交販売員を経て、NHKのアナウンサー採用試験に合格し、入局。東京中央放送局に赴任し、河西三省、松内則三、山本照、和田信賢らの指導を受ける。1938年から1939年にかけて名古屋中央放送局に転勤したのを除いては、退職まで東京勤務を通した。
志村は1936年11月29日の秋季リーグ（第2回全日本野球選手権）において、東京巨人軍の沢村栄治のプレーを、初めてラジオで伝えた。沢村の独特な投球フォームを「沢村、左足を思い切り上げて、第一球のモーション。靴底のスパイクがはっきりと見えるほど、高々と上げました」と表現した。
1940年に大相撲中継の担当を開始。これに先がけ、志村は本場所が開催されるたびに中継放送開始前の両国国技館に通い、枡席に設営された放送席の、スイッチが入っていないマイクの前に座って幕下の取組を描写し、記者や観客の好奇の目にさらされながら実況の腕を磨いていた。
戦後すぐの1947年より、創刊間もない少年誌『野球少年』上に試合の推移を実況アナウンスの速記風につづった自筆のエッセイ「誌上放送」を連載。多くの読者を獲得する人気を得る。
志村は1951年3月場所で、客席で観戦中だった神風正一を見つけ、去る1949年の『街頭録音』の出演者としての神風の弁舌に感心したことを思い出して、急遽ゲストとして放送席に招き、取組中の力士の技術を語らせた。神風は1953年5月場所から正式に専属解説者となり、実況アナウンサーとスポーツ経験のある解説者という、日本のスポーツ中継放送における番組進行のフォーマット成立の嚆矢となる（従来の日本のスポーツ中継放送では、アナウンサー1人ないし2人での番組進行が一般的だった）。
1952年のヘルシンキオリンピックの実況中継を現地で担当したあと、帰国する前にアメリカ・ニューヨークへ立ち寄ってメジャーリーグを観戦。実況中継にジョー・ディマジオが解説を加えている様子を見学した。帰国後志村は、ディマジオに匹敵する大物解説者を置くことをNHKスポーツ部長・鵜沢七郎に発案して了承を受け、やがて松竹ロビンス元監督・小西得郎のスカウトに成功（当時デイリースポーツ評論家。NHK専属野球解説者第3号）。志村は、小西とのコンビで数多くの試合に立ち会った。
1953年2月1日には、NHKテレビ開局特別番組の司会を担当し、開局第一声となるアナウンス「JOAK-TV。こちらはNHK東京テレビジョンであります」を読み上げた。同年、第1回和田賞を受賞。
1955年6月から1958年6月までと、1963年8月から1967年8月にかけてアナウンス部長。1961年に病気療養のため長期の休養を取ったことをきっかけに体力の限界を悟り、第一線から退いた。
1967年10月に退職し、放送の現場から完全に離れて、神奈川県藤沢市でマンション経営者に転身する。その後は放送関係者との交遊もほとんど断ち、公の場には、1984年の蔵前国技館閉館セレモニー、1989年の昭和天皇崩御に伴う特別番組でのインタビュー、1995年12月20日に行われたパーティ「戦後50年 NHKスポーツアナウンサー大集合」など、数えるほどしか姿を見せないようになった。晩年の一時期は名古屋市に住んだ。
2005年に野球殿堂の特別表彰者に選出された。放送関係者の野球殿堂入りは史上初だった。既に90歳を過ぎていたが、インボイスSEIBUドームでのオールスターゲーム第1戦の試合前に行われた表彰式には付き添いが付いたものの、杖も使わずに自らの足で歩いて出席し、場内の大歓声に手を振って応えていた。後輩の刈屋富士雄が2015年4月25日に日本スポーツ学会において行った講演によれば、当時の野球殿堂入りを祝うパーティに出席した志村は、挨拶の際、放送の現場を離れたのは鬱病を患ったことが起因だったと告白したという。
2007年12月1日、老衰のため藤沢市で死去、94歳没。訃報は4ヶ月後の2008年4月24日に公表された。志村は生前に献体登録を行っていた。

### 主な担当番組
いずれもNHK
レギュラー放送
- 今週の明星[25]
- アメリカ便り[26]

中継放送・特別番組等

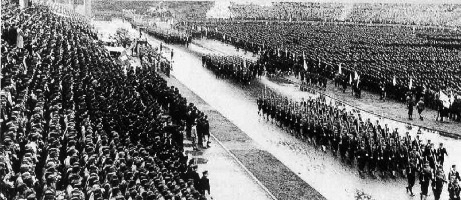
出陣学徒壮行会（1943年10月21日）

- 出陣学徒壮行会実況放送 - ラジオ 1943年10月21日

録音が現存している。
本来の担当だった和田信賢がひどい二日酔いにかかり（当時の公式発表では体調不良とされた）、アナウンス不能の状態で会場に現れ、放送開始1分前に和田本人から急遽「志村、おまえやれ」と託されての担当だったという。志村は、戦局の行く末を見通した和田が、どう実況するか悩んだ結果、つい深酒をしたのだろう、と擁護している。
刈屋富士雄によれば、志村はのちに、和田が日本の戦況の悪化を放送内で告げることを主張したために、担当を外されていたことを知ったという。また志村はこれをふまえ、「いいか。NHKスポーツアナウンサーは今後どんなことがあっても日本人を戦争に送り出す中継をしてはならない。会社のため、上司のための放送じゃない。国民のために放送するんだ!」と語っていたという。: 和田信賢は「学生を戦地へ送る壮行会を盛り上げることはできない」と上層部と激しく対立したため欠席し、代理のアシスタント志村正順が代理を務め名声を得たが「自分はそんなことを知らず実況中継に臨み、それをきっかけに評価を得るようになり一生後悔している」との後悔により定年後表舞台から去った。東京新聞 2022年8月17日
- 第9回職業野球東西対抗戦第1戦 - ラジオ 1945年11月23日

戦後初のプロ野球興行。「久しぶりに、本当に久しぶりに、職業野球の実況中継をお送りします」という志村の第一声が知られる。
- 1948年のワールドシリーズ - 日時不明

実際の試合を録音したレコード盤に合わせ、試合結果のメモを頼りに日本語の実況を重ねる「模擬放送」形式。岡田実とともに担当。
- 日米親善野球 東京読売巨人軍対サンフランシスコ・シールズ第1戦 - ラジオ 1949年10月15日[31]
- マッカーサー元帥離日中継 - ラジオ 1951年4月16日[32]
- ボクシング・エキシビジョン試合 ジョー・ルイス対米軍選抜チーム 後楽園球場 - ラジオ 1951年11月18日[33]
- プロレス・世界タッグ選手権 力道山・木村政彦組対シャープ兄弟 - テレビ 1954年2月19日[34]
- 日本シリーズ第5戦 東京読売巨人軍対西鉄ライオンズ - テレビ 1958年10月17日

9回裏0アウト、代打・小淵泰輔の打球がファウルか二塁打かの判定を巡り、試合が中断。このとき解説の小西得郎が「長嶋ほどの名手が捕れないようなゴロなら、ファウルではないでしょうか」と発言したところ、球場の食堂でテレビを見ていた数人の西鉄ファンが激昂し、NHKテレビの放送席を取り囲んで、ひとりがナイフを取り出す騒動となった。志村が暴漢をなだめ、やがて毅然と「かかる暴漢が放送席へ躍り込んでくるような試合は放送できません。中止いたします」と絶叫する様子が放映され、実際に4分間放送が中断された。混乱は他の観客や警官によって鎮圧され、試合および放送は再開された。
- 東京読売巨人軍対大阪タイガース11回戦 - テレビ 1959年6月25日

後楽園球場で開かれた日本プロ野球初の天覧試合。同年度NHK報道局長賞。この試合の実況の途中で一瞬声がかすれてしまったことが、一線から退くことを決意するきっかけであったという。

### 映画出演
下記のほか、記録映画等にナレーターとして参加。
- 煙突の見える場所（1953年 新東宝） - ノンクレジット。背景に聞こえるラジオの音声として声の出演。
- 純愛物語（1957年 新東宝） - 同上。
- 東京の孤独（1959年 日活） - 小西得郎とともに本人役で出演。

## 人物・エピソード

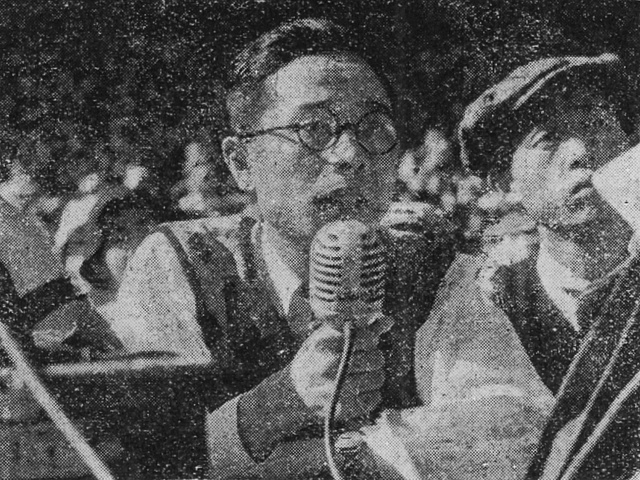
後楽園球場での野球中継

- 日本語学者の芳賀綏は志村の実況技術について、「抜群に軽快なアナウンス」「早いことも無頼、彼は脳から口へ直結している」と絶賛している[38]。
- 越智正典はNHK時代、志村から、ラジオの実況中継の肝要として「新制中学三年生でもわかるように言葉を選んで話をしなさい」「三十秒に一回は、何対何でどちらが勝っているかを繰り返しなさい」「いうことがなければ、得点と点数、どちらが勝っているが、投手は誰で打者は誰、走者は誰かということを、間断なくアナウンスする。それが野球放送です」とのアドバイスを受けた[39]。

鈴木文彌は、志村にボキャブラリーの重要性を説かれ、「真っ青な空」ではなく、「手を入れると青く染まりそうな空」とアナウンスするよう言われたという。
西田善夫は、志村に「100の試合を見て、一つの試合を喋れるようにしなさい」と指導を受けた。
- 「誌上放送」を少年時代に愛読していたことを公言している人物に、大江健三郎、石原慎太郎、寺山修司らが知られる[11]。
- 明治神宮外苑相撲場で行われた1947年6月7日の大相撲夏場所4日目は、晴天ながら急遽入れ掛け（＝中止のうえ翌日順延）となった。昼のニュースを担当していた志村が東京気象台に問い合わせ（当時の興行開催の可否は気象台に決定権があった）、「本日の大相撲は中止」との言質を得て、本番でそのまま放送したところ、それを聞いて真に受けた観客に加え、出場予定の力士までも相撲場に集まらなかったため[42]。
- 志村は2003年2月1日のテレビ放送開始50年を記念する特別番組において久々に放送メディアに登場し、当時使用されていた形式の白黒テレビカメラ（4:3SD）の前に立って、1953年2月1日の開局アナウンスを再現した。

同番組では、「当時は狭いスタジオで、白黒テレビカメラは暗い場合に映像が映らないことから、明るい照明を当てられてとてもまぶしかった」と語った。

## 演じた人物
- 大東駿介（『NHKスペシャル アナウンサーたちの戦争』、2023年8月14日、NHK総合）